# Al-Thumama
 (octobre 2022).
Al-Thumama (en arabe : الثمامة) est un district de Doha, au Qatar. 

## Sports
Le stade Al-Thumama accueille des matchs de la Coupe arabe 2021, puis des matchs de la Coupe du monde 2022,. Construit pour le Mondial 2022,.